# ФК Маријупољ
ФК Маријупољ укр. ФК Маріуполь) је био украјински професионални фудбалски клуб из Маријупоља, који се такмичио у Првој лиги Украјине. Клуб је престао да постоји као резултат опсаде Мариупоља, током руске инвазије на Украјине 2022 .
Године 2023. бразилски клуб АА Бател, чија је локална заједница више од 70% украјинског или украјинског порекла, усвојио је назив, боје и грб украјинског клуба. 
Од 2002. до 2017. године клуб је носио име Иличивец Мариупољ под којим је учествовао у европским такмичењима. Преименован је у склопу декомунизације у Украјини .

## Историја

### Металург Жданов
Раније је град Мариупољ био домаћин фудбалској репрезентацији која се константно такмичила на украјинским републичким такмичењима међу тимовима физичке културе (аматерски тимови). Прво помињање тима из Мариупоља могло би се пратити 1936. године када је изгубило од Динама из Кривог Рога са 0:5 у оквиру Купа Совјетског Савеза 1936. године . Следеће сезоне, 1937. године, био је носилац да игра против другог тима из Бердјанска у оквиру украјинског првенства, али се није појавио на утакмици и елиминисан је. Након тога нема доказа о екипи која је представљала град све до после Другог светског рата . После рата, Мариупољ су понекад представљале две екипе, али је обично главни носио име Металург Жданов. Крајем 1958. преименована је у Аванхард Жданов.

### Азовстаљ и Азовец
Фудбалски клуб Мариупољ води своју историју до 1960. године, када је основан као Азовстаљ на основу некадашњих две екипе физичке културе (врста совјетских аматерских клубова) ФК Аванхард Жданов и ФК Шахтјор Рученкове.
Нови тим мајстора Азовстаљ Жданов, спонзорисан од стране локалне железаре Азовстал, примљен је на совјетска такмичења за тимове мајстора класе Б (у то време друге дивизије). Убрзо је елиминисан 1964. Након што је прескочио једну сезону, клуб је поново примљен за совјетска такмичења 1966. за тимове мајстора у класи Б, сада као Азовец . За то време клуб се нешто дуже задржао у професионалним такмичењима да би 1971. променио име у препознатљивији Металург . Међутим, убрзо након промене имена 1973. године, клуб је поново испао и то на много дужи временски период.

### Локомотив и Новатор
Пропустивши сезону 1974, клуб се 1975. вратио републичким такмичењима као Локомотив, сада спонзорисан од „Азовмаша” специјализованог за производњу вагона, као и рударске и металуршке тешке опреме. Убрзо пре коначног распада Совјетског Савеза, клуб који је већ играо као Новатор испао је 1989. у украјинска аматерска такмичења. 1991. Новатор је постао шампион украјинског фудбалског првенства међу аматерским клубовима. Због реформисања украјинских фудбалских такмичења, нови аматерски шампион је примљен у новоформирану Украјинску Прву лигу.

### Украјински професионални клуб у Маријупољу
Након распада Совјетског Савеза 1992. године, клуб је променио име у стари Азовец (део СЦ Новатор Азовмаша). У лето 1995. спојио се са ФК Динамо Луганск и током следећег пролећа поново променио име у Металург.
ФК Металург Мариупољ је променио име у Иличивец током зимске паузе у сезони 2002–2003, када је клуб преузео Железара Иличивец.
Због руске војне интервенције у Украјини 2014, клуб је био приморан да игра домаће утакмице у Дњепропетровску током сезоне 2014-15.

### ФК Маријупољ
У 2017. години, као део текућег процеса декомунизације Украјине, клуб је променио име Иличивец у једноставно ФК Мариупољ, званично усвојивши 14. јуна 2017.  за сезону украјинске Премијер лиге 2017–18 .  Име је добио од челичане Иличивец, која је добила име по Владимиру Иљичу Лењину . 

### Имена клуба кроз историју
| Година    | Име клуба           |
| --------- | ------------------- |
| 1960–1966 | Азовстаљ            |
| 1966–1971 | Азовец              |
| 1971–1974 | Металург            |
| 1974–1976 | Локомотива          |
| 1977–1992 | Новатор             |
| 1992–1996 | Азовец ( поново )   |
| 1996–2002 | Металург ( поново ) |
| 2002–2017 | Иличивец            |
| 2017–2022 | ФК Маријупољ        |

## Успеси
- Украјинска Премијер лига У–21

Победници (1): 2013–14
- Украјинска прва лига

Победници (2): 2007–08, 2016–17
- Украјинска друга лига

Победници (1): 1995–96
- Украјинско аматерско првенство

Победници (2): 1974, 1991

## Дресови (произвођачи и спонзори)
| Година     | Произвођач  | Главни Спонзор |
| ---------- | ----------- | -------------- |
| 1998–1999  | Адидас      | –              |
| 1999–2000  | Најк        | –              |
| 2000–2001  | Адидас      | –              |
| 2001–2002  | Најк        | СКАБ           |
| 2002–2003  | Најк/Лото   | –              |
| 2003–2007  | Лото        | –              |
| 2008–2010  | Адидас      | –              |
| 2010–2011  | Адидас/Најк | –              |
| 2011–2014  | Најк        | –              |
| 2014–данас | Најк        | АИГ            |

## Управа и Тренери
| Управа | Тренер (сениорски тим) | Тренер (У-21 тим) |
| --- | --- | ----------------- |
| - Председник -Тарик Мехмеод Чаудри - Потпредседник – Хамза Сафек Рахман - Извршни директор – Анвар Ариф Абаси - Спортски директор – Фарук Али Хусеин | - Тренер - Остап Маркевич - Помоћни тренер – Олександр Иванов - Тренер голмана – Ихор Шуховцев - Тренер – Серхи Атласиук - Физички тренер – Сергеј Јанковиј - Тренер аналитике – Иља Кононов |                   |